# Estación de Avrechy
La estación de Avrechy es una estación ferroviaria francesa, de la línea férrea París-Lille, situada en la comuna de Avrechy, en el departamento de Oise. Por ella transitan únicamente trenes regionales que unen París y Amiens.

## Situación ferroviaria
La estación se encuentra en el punto kilométrico 72,737 de la línea férrea París-Lille. 

## Historia
Fue inaugurada en la segunda mitad del siglo XIX por parte de la Compañía de ferrocarriles del Norte. En 1937, la estación pasó a ser explotada por la SNCF.

## La estación
La pequeña estación está configurada como un apeadero, de hecho el edificio para viajeros permanece tapiado y cerrado al público. Dispone de dos vías y de dos andenes laterales. 

## Servicios ferroviarios

### Regionales
- Línea Amiens - París